# Det var en gång en fågel
„Det var en gång en fågel” – debiutancki singel szwedzkiego zespołu Laser Inc, który został wydany w 2007 roku. Został umieszczony na albumie Roger That!.

## Lista utworów
- CD singel (2007)[1]

1. „Det var en gång en fågel” (Radio Edit) – 3:36
2. „Det var en gång en fågel” (Teeque Remix) – 4:20
3. „Det var en gång en fågel” (Primetime Remix) – 4:36
4. „Det var en gång en fågel” (Extended) – 4:28
5. „Det var en gång en fågel” (Stian Remix) – 3:43

## Notowania na listach sprzedaży
| Kraj      | Lista (2007)   | Najwyższa pozycja |
| --------- | -------------- | ----------------- |
| Szwecja   | Top 60 Singles | 6                 |
| Finlandia | Top 10 Singles | 11                |